# Siège de Paris (1435-1436)
Pour les articles homonymes, voir Siège de Paris.
Batailles
Le siège de Paris de 1435-1436 est effectué par les troupes françaises de Charles VII sous les ordres du maréchal Ambroise de Loré au cours de la dernière phase de la guerre de Cent Ans. Au bout d'un an de siège, les Français parviennent à reprendre leur capitale et à en chasser l'occupant anglais.

## Préambule
Ayant échoué par la force en 1429 et en complotant en 1430 sans succès, Charles VII cherche à nouveau à reprendre la capitale française par la force. 
Au printemps 1435, des capitaines bretons, sur ordre du connétable Arthur de Richemont, surprennent la garnison anglaise de Saint-Denis et parviennent à s'y installer provisoirement. Toutefois, pour chasser les Anglais de Paris, il faut s'y maintenir durablement.
Le traité d'Arras du 20 septembre 1435 ayant mis fin à la guerre civile entre Armagnacs et Bourguignons, les troupes du roi de France reçoivent le renfort de troupes bourguignonnes. D'autre part les Parisiens lassés par la domination étrangère commencent à traiter secrètement avec le roi de France.

## Forces en présence

### Forces anglaises
- Environ 3 000 hommes principalement dans Paris.
- L’université de Paris.
- Environ 2 000 routiers et écorcheurs.
- 3 000 Anglais sont attendus en renfort.

### Forces françaises
- L'armée royale est dispersée.
- Les 5 000 soldats d'Arthur de Richemont marchent seuls sur Paris[2].
- Renforts bourguignons.

## Le siège
Les Français ayant reçu le renfort de troupes bourguignonnes, ils battent les Anglais et leurs renforts de trois mille hommes à Saint-Denis le 6 avril 1436 et les repoussent aux portes de la capitale. 
Paris est alors complètement encerclée par les forces royales. Que cela soit en amont ou en aval de la Seine, le ravitaillement ne parvient plus dans la capitale qui voit le prix du blé quadrupler en deux mois.  
Le 13 avril 1436, Richemont se présente sous les murs de la cité. Charles VII ayant promis une amnistie totale, lors des négociations secrètes avec la bourgeoisie parisienne, Michel de Lallier, Jean de La Fontaine et 4 autres citoyens introduisent  dans Paris les troupes de Charles VII de France commandées par Arthur de Richemont et Jean de Dunois. 
 La tactique est simple. Des bourgeois de Paris (Michel de Lallier, Jean de La Fontaine, Pierre de Lancres, Thomas Pigache, Nicolas de Louviers, Jacques de Bergières) provoquent une émeute à la porte Saint-Denis obligeant les Anglais à mobiliser toutes leurs forces dans ce secteur. 
Paris est alors une ville aux ruelles étroites sans boulevard périphérique obligeant tous les déplacements de portes en portes à passer par le centre de la ville. 
Profitant de la diversion, les troupes royales vont alors attaquer la porte Saint Jacques mal défendue. Une fois la porte prise, les troupes vont accéder sans difficulté aux Halles puis à Notre Dame. 
Pendant ce temps, les Anglais sont pris dans une bataille de rue où la population lance des projectiles depuis les fenêtres obligeant les Anglais à se replier dans la bastille Saint-Antoine. Le 17 avril, la garnison anglaise est autorisée à s'en aller pour Rouen sous les huées de la foule parisienne.

## Bilan
Après dix-neuf ans d'occupation étrangère, Charles VII fait son entrée dans Paris, le 12 novembre 1437.
Le roi fut frappé de l'aspect navrant de la ville. Résultant de l'occupation étrangère et de la guerre civile, beaucoup de maisons vides tombaient en ruines. Il permit alors à tous les habitants de Paris qui étaient sortis de la ville à la suite des Anglais d'y revenir à la condition de prêter serment au roi.
Après ce siège, Paris ne sera plus occupée par les troupes étrangères avant 400 ans, jusqu'à ce que l'armée de la Sixième Coalition batte l'armée de Napoléon à la bataille de Paris (1814).